# Aulon (Creuse)
Aulon è un comune francese di 169 abitanti situato nel dipartimento della Creuse nella regione della Nuova Aquitania.

## Società

### Evoluzione demografica
Abitanti censiti